# Jan Kuchta
Jan Kuchta (Liberec, 8 de enero de 1997) es un futbolista checo que juega de delantero en el A. C. Sparta Praga de la Liga de Fútbol de la República Checa. Es internacional con la selección de fútbol de la República Checa.

## Selección nacional
Fue internacional sub-18, sub-19, sub-20 y sub-21 con la selección de fútbol de la República Checa, antes de convertirse en internacional absoluto el 8 de octubre de 2021 en un partido de clasificación para la Copa Mundial de Fútbol de 2022 frente a la selección de fútbol de Gales.
El 19 de noviembre de 2023 fue expulsado de la selección, junto con Vladimír Coufal y Jakub Brabec, después de salir de fiesta antes de un partido de clasificación para la Eurocopa 2024 frente a la selección de fútbol de Moldavia.

### Participaciones en Eurocopas
| Copa          | Sede     | Resultado    | Partidos | Goles |
| ------------- | -------- | ------------ | -------- | ----- |
| Eurocopa 2024 | Alemania | Primera fase | 2        | 0     |

## Clubes
| Club                        | País            | Año       |
| --------------------------- | --------------- | --------- |
| S. K. Slavia Praga          | República Checa | 2016-2020 |
| Bohemians 1905 (cedido)     | República Checa | 2016-2017 |
| FK Viktoria Žižkov (cedido) | República Checa | 2018      |
| 1. FC Slovácko (cedido)     | República Checa | 2018      |
| FK Teplice (cedido)         | República Checa | 2019      |
| Slovan Liberec (cedido)     | República Checa | 2019-2020 |
| Slovan Liberec              | República Checa | 2020      |
| S. K. Slavia Praga          | República Checa | 2020-2022 |
| F. C. Lokomotiv Moscú       | Rusia           | 2022-2023 |
| A. C. Sparta Praga (cedido) | República Checa | 2022-2023 |
| A. C. Sparta Praga          | República Checa | 2023-2024 |
| F. C. Midtjylland           | Dinamarca       | 2024-     |
| A. C. Sparta Praga (cedido) | República Checa | 2025-     |

## Palmarés

### Títulos nacionales
| Título                     | Club               | País            | Año  |
| -------------------------- | ------------------ | --------------- | ---- |
| Liga Checa de Fútbol       | S. K. Slavia Praga | República Checa | 2021 |
| Copa de la República Checa | S. K. Slavia Praga | República Checa | 2021 |
| Liga Checa de Fútbol       | A. C. Sparta Praga | República Checa | 2023 |
| Liga Checa de Fútbol       | A. C. Sparta Praga | República Checa | 2024 |
| Copa de la República Checa | A. C. Sparta Praga | República Checa | 2024 |